# 豆状条虫
豆状条虫（まめじょうじょうちゅう、学名：Taenia pisiformis）は、円葉目テニア科に属する条虫の1種。成虫の体長は30-200cm、体幅は4-7mm。ストロビラ側縁は鋸歯状、頭節には4個の吸盤と額嘴がある。虫卵はエキノコックス属の虫卵との鑑別が困難。中間宿主はウサギ、終宿主はイヌ、キツネ、コヨーテ、ネコ、トラ、ライオンなど。生活環は、糞便とともに虫卵が排出され、中間宿主が虫卵を摂取する。中間宿主の腸管で虫卵は六鉤幼虫に発育し、血行性に肝臓や腹腔へと移動し、豆状嚢（尾）虫 Cysticercus pisiformis へと発育する。豆状嚢（尾）虫はウサギ、ネズミ、リスなどの肝臓、腸間膜、大網などに寄生し、終宿主に摂取され、その原頭節が小腸粘膜に吸着し、成虫へと発育する。

## 画像
- 頭節
- 卵